# Luigi Scotti
Pour les articles homonymes, voir Scotti.
Luigi Scotti (Naples, 14 janvier 1932) est un ancien magistrat et homme politique italien, ministre de la Justice dans le gouvernement Prodi II du 7 février au 8 mai 2008. 

## Biographie
Diplômé en droit, Luigi Scotti fut magistrat notamment à Naples ou dans les environs. Membre du Conseil supérieur de la magistrature de 1976 à 1981. Il devient conseilleur de cassation en 1979. De 1982 à 1997, il est magistrat détaché au ministère de la Justice, et enfin président du tribunal de Rome du 23 mai 1997 au 18 mai 2006.
En tant que président, il a la charge de mener à bon port la fusion du tribunal de Rome avec le tribunal d'instance (pretura) de Rome, juridiction  supprimée entre 1998 et 2000.  
Indépendant proche du Parti démocrate, à la suggestion de l'ancien ministre de la Justice et dirigeant du Parti des communistes italiens Oliviero Diliberto il entre dans le gouvernement Prodi II le 18 mai 2006 comme sous-secrétaire à la Justice puis, après la démission le 17 janvier 2008 de Clemente Mastella et l'intérim exercée par Romano Prodi, il est nommé le 7 février 2008 ministre de la Justice.